# Ligamentum ceratocricoideus posterior

A gége szalagjai

A ligamentum ceratocricoideus posterior egy apró kb. 1-2 cm hosszú rugalmas szalag a pajzsporc (cartilago thyroidea) alsó szarva és a gyűrűporc (cartilago cricoidea) supero-medialis között. Két darab van belőle. A párja a ligamentum ceratocricoideus anterior és a ligamentum ceratocricoideus lateralis.